# Waldemar Wilenius
Pour les articles homonymes, voir Wilenius.
Waldemar Wilenius (né le 26 octobre 1868 à Hämeenlinna – mort le 21 septembre 1940 à Helsinki) est un architecte finlandais.

## Biographie
En 1889, Waldemar Wilenius reçoit son diplôme d'architecte de l'Institut polytechnique. 
Il étudie ensuite à l'académie royale des arts de Suède et à l'université technique de Berlin. 
De 1889 à 1931, il travaille à la direction des bâtiments de Finlande. 
Il a aussi son propre cabinet d'architecte.
En 1906–1907, Waldemar Wilenius est rédacteur en chef de la revue Arkkitehti.

## Ouvrages
- Puistopaviljonki, Meripuisto, Kemi − 1893[3]
- Kontio, Kruunuvuorenkatu 5 − Kauppiaankatu 1-3, Helsinki − 1898[4]
- Merilinna, Merikatu 1 − Neitsytpolku 2a, Helsinki − 1900[5]
- Gunnebo Gård, Pietarinkatu 23 − Huvilakatu 18, Helsinki − 1905[6]

## Galerie

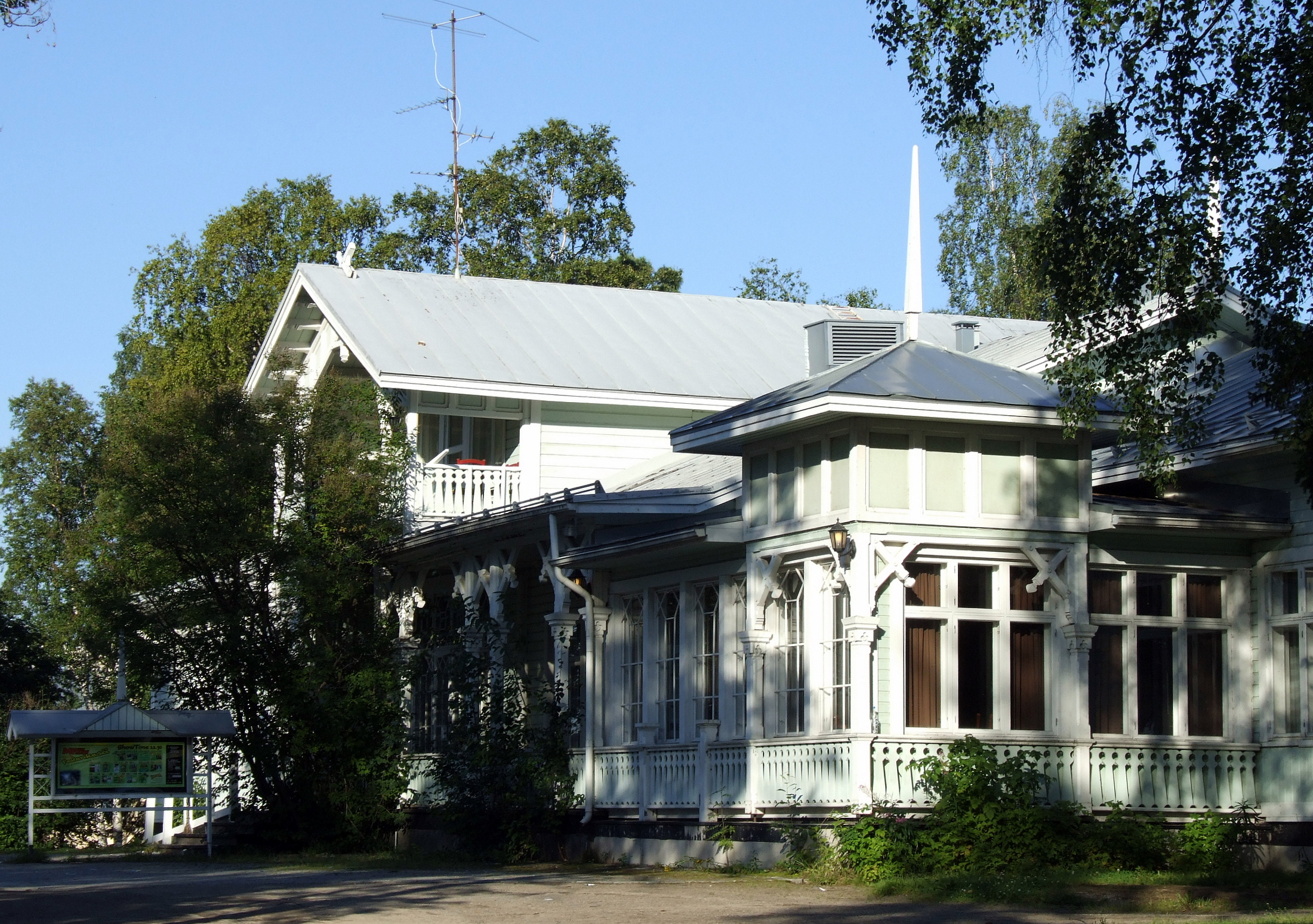
Puistopaviljonki, Kemi
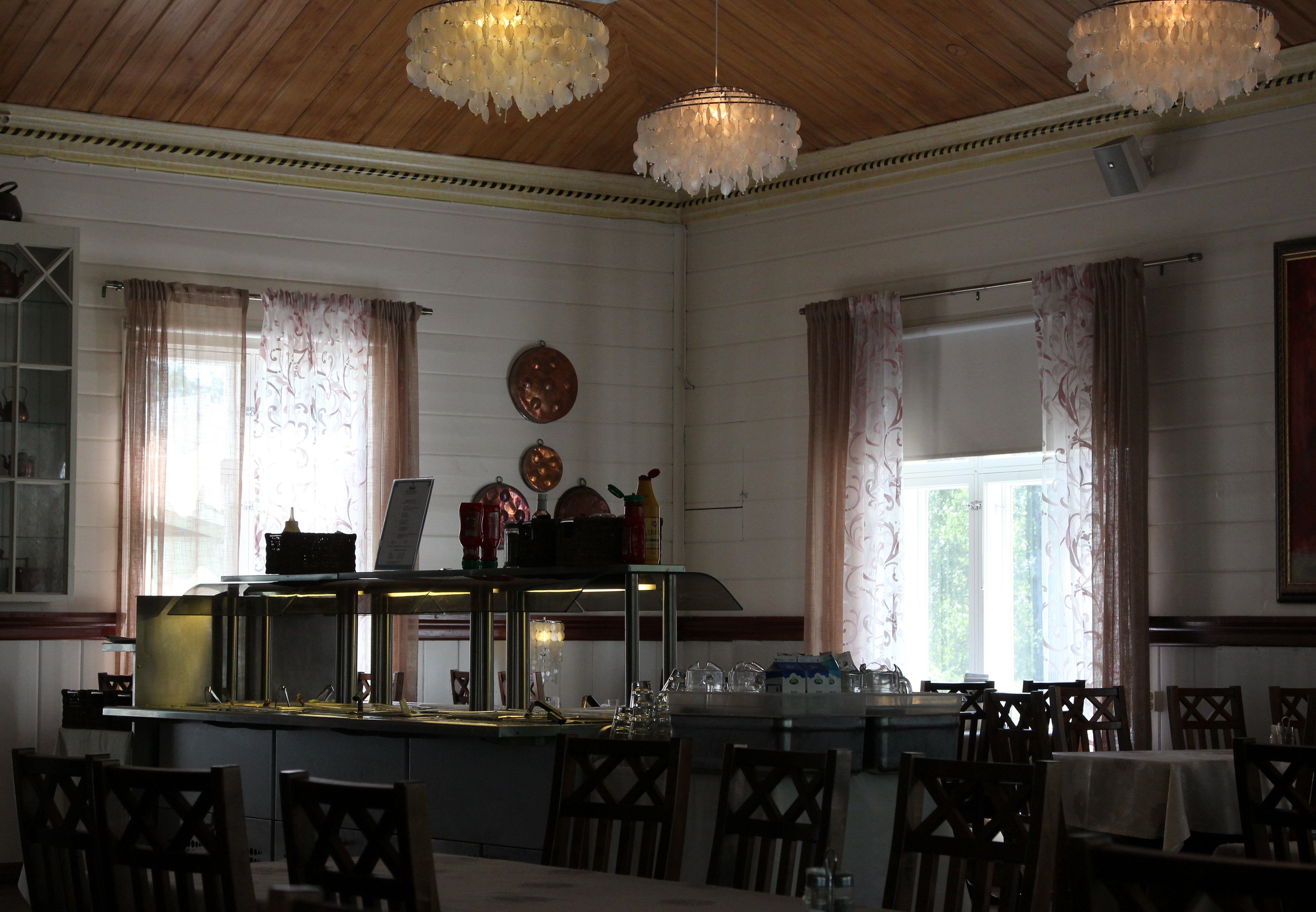
Puistopaviljonki, Kemi
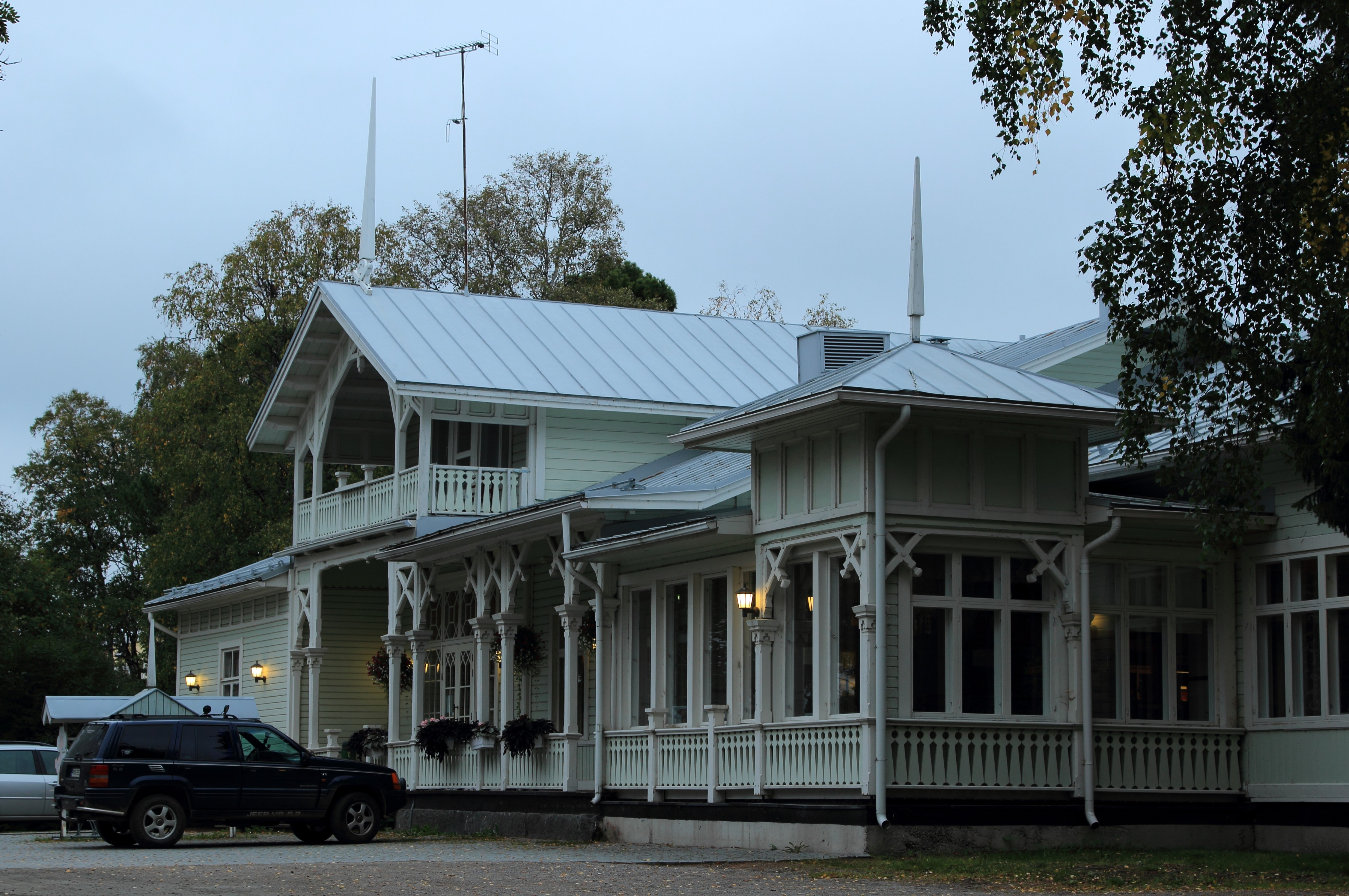
Puistopaviljonki, Kemi